# 콘티넨탈식품
콘티넨탈식품은 신동아그룹 계열의 식품기업이었으나 신동아그룹 계열사였던 신동아건설이 1989년 4월 신아그룹으로 분리되는 과정에서 신아그룹으로 합류했으며 1999년 해체되고 삼립식품 후신으로 두고 있다.

## 연혁
- 1972/11/18 공장 준공
- 1973/8 한국제빵에 가입 신청
- 1973/11/20 한국제빵에 가입 승인
- 1974/10/1 한국제빵공업협회 창립
- 1976/5 주식 51% 인수, 삼립호빵 개발
- 1978/5/11 자본금 11억 증자
- 1979/4 카프리썬 출시
- 1981 콘티식품 스낵 시장 참여
- 1988/4/18 성남 빵공장이 노사분규로 인해 시장에서 퇴출
- 1989/4  신동아건설이  신동아그룹에서 계열분리되어 신아그룹이 되면서 법인 자체가 신아그룹 계열로 편입
- 1999/10/27 콘티그룹으로 개편

## 오너 일가

### 선계
- 42대조부 강철상
- 42대조모 을지문덕의 딸
- 41대조부 강이식
- 41대조모 고려국 공주 - 고구려 영양왕의 차녀.[2]
- 40대조부 강운기
- 39대조부 강수손
- 38대조부 강괘
- 37대조부 강극용
- 36대조부 강택인
- 35대조부 강진
- 34대조부 강사진
- 33대조부 강기장
- 32대조부 강구만
- 31대조부 강사미
- 30대조부 강홍
- 29대조부 강호덕
- 28대조부 강진보
- 27대조부 강홍명
- 26대조부 강철영
- 25대조부 강도
- 24대조부 강희명
- 23대조부 강복민
- 22대조부 강창서
- 21대조부 강계용
- 작은21대조부 강위용
- 작은21대조부 강원용
- 20대조부 강인문
- 19대조부 강사첨
- 큰18대조부 강창부
- 18대조부 강창귀
- 작은18대조부 강창수
- 17대조부 강군보
- 16대조부 강시
- 작은16대조부 강서
- 큰15대조부 강회백
- 15대조부 강회중
- 작은15대조부 강회순
- 작은15대조부 강회숙
- 작은15대조부 강회계
- 큰14대조부 강안수
- 14대조부 강안복
- 작은14대조부 강안명
- 큰13대조부 강이찬
- 큰13대조부 강이인
- 큰13대조부 강이성
- 큰13대조부 강이경
- 큰13대조부 강이순
- 13대조부 강이행
- 작은13대조부 강이흥
- 작은13대조부 강이온
- 작은13대조부 강이적
- 14대조부 강징
- 작은14대조부 강연
- 작은14대조부 강인
- 큰13대조부 강희
- 큰13대조부 강의
- 13대조부 강억
- 작은13대조부 강엄
- 작은13대조부 강위
- 작은13대조부 강준
- 작은13대조부 강임
- 큰12대조부 강명서
- 큰12대조부 강성서
- 12대조부 강덕서
- 11대조부 강윤조
- 계11대조모 남양 홍씨
- 11대조모 파평 윤씨 - 윤필세의 딸.
- 이복큰이조부 강흡 - 성현찰방.
- 이조부 강각
- 비조부 강찬 - 산음별감.
- 원조부 강재주
- 작은원조부 강재유
- 작은원조부 강재수
- 태조부 강최일
- 작은태조부 강회일
- 작은태조부 강치일
- 큰열조부 강낙
- 작은열조부 강곽 - 봉화 병조참의.
- 천조부 강식 - 안음현감.
- 작은천조부 강익
- 작은천조부 강직
- 큰고조부 강필효 - 돈녕부도정, 조선후기 학자.
- 고조부 강필충
- 작은고조부 강필우
- 증조부 강언규
- 작은증조부 강신규
- 큰조부 강영
- 큰조부 강덕
- 조부 강임
- 조모 김종태의 딸
- 부 강심
- 모 권상춘의 딸
- 숙부 강준

## 관련 영상
1. [깨진 링크(과거 내용 찾기)]
2. [깨진 링크(과거 내용 찾기)]

## 주요 제품
- 카프리썬
- 콘티빵
- 삼립호빵
- 크리미빵(원조격)